# Itamar Einhorn
Itamar Einhorn (Modi'in-Makkabim-Re'oet, 20 september 1997) is een Israëlisch wielrenner die in juni 2019 prof werd bij Israel Cycling Academy.

## Carrière
Als junior won Einhorn in 2014 het nationale kampioenschap tijdrijden.
In het najaar van zowel 2017 als 2018 liep Einhorn stage bij Israel Cycling Academy. Tijdens die twee periodes nam hij onder meer deel aan de Ronde van Hainan en een reeks Belgische eendagskoersen. Na twee stageperiodes werd Einhorn per 1 juni 2019 prof bij dezelfde ploeg. Zijn debuut in de World Tour maakte hij later dat jaar, in de Ronde van Guangxi. Tijdens zijn eerste volledige seizoen voor de ploeg, dat werd onderbroken door de coronapandemie, won hij één race: de openingsetappe van de Koers van de Olympische Solidariteit. De leiderstrui die hij daaraan overhield moest hij een dag later afstaan aan Stanisław Aniołkowski.
In juli 2021 won Einhorn de Poolse manche van de Visegrad 4 Bicycle Race, een reeks eendagskoersen in de landen die deel uitmaken van de Visegrádgroep. Later dat jaar won hij de slotrit in de Ronde van Slowakije. In 2022 won hij de Grote Prijs van Wyszków en werd hij nationaal kampioen op de weg. Zijn nationale titel prolongeerde hij in 2023. Waarna ook overwinningen in wederom de Visegrad 4 Bycicle Race en de Memoriał Andrzeja Trochanowskiego volgden. In de Ronde van Tsjechië won hij de eerste etappe, waardoor hij zijn nationale kampioenstrui mocht verruilen voor de leiderstrui. In de tweede etappe gaf hij, in de leiderstrui, op.
Het seizoen 2024 begon voor Einhorn in Afrika, waar hij deelnam aan de Ronde van Rwanda. In de openingsploegentijdrit, die niet meetelde voor het algemeen klassement, strandde hij met zijn ploeggenoten op de tweede plaats. In de tweede etappe, die eindigde in een massasprint, was Einhorn de beste; William Junior Lecerf en Pepijn Reinderink werden respectievelijk tweede en derde. Ook de zevende etappe schreef Einhorn op zijn naam. In maart won hij de openingsrit in de Ronde van Taiwan.

## Palmares
2014
 Israëlisch kampioenschap tijdrijden, Junioren
2017
 Israëlisch kampioenschap wielrennen op de weg, Elite
2020
1e etappe Koers van de Olympische Solidariteit
2021
Visegrad 4 Bicycle Race-GP Polski
4e etappe Ronde van Slowakije
2022
Grote Prijs van Wyszków
 Israëlisch kampioen op de weg, Elite
2023
 Israëlisch kampioen op de weg, Elite
Visegrad 4 Bicycle Race-GP Polski
Memoriał Andrzeja Trochanowskiego
1e etappe Ronde van Tsjechië
2024
2e en 7e etappe Ronde van Rwanda
1e en 5e etappe Ronde van Taiwan
2025
4e etappe Ronde van Taiwan

## Resultaten in voornaamste wedstrijden
| Jaar | Ronde van Italië | Ronde van Frankrijk | Ronde van Spanje |
| ---- | ---------------- | ------------------- | ---------------- |
| 2020 |                  |                     |                  |
| 2021 |                  |                     | opgave           |
| 2022 |                  |                     | opgave           |
| 2023 |                  |                     |                  |

| Jaar | Gent-Wevelgem | Ronde van Vlaanderen | Parijs-Roubaix | Parijs-Tours |  | WK op de weg |
| ---- | ------------- | -------------------- | -------------- | ------------ |  | ------------ |
| 2020 | opgave        | opgave               |                |              |  |              |
| 2021 |               |                      |                |              |  |              |
| 2022 | opgave        |                      |                | 125e         |  |              |
| 2023 |               |                      | 124e           |              |  | opgave       |

## Ploegen
- 2017 –  Israel Cycling Academy (stagiair vanaf 1 augustus)
- 2018 –  Israel Cycling Academy (stagiair vanaf 1 augustus)
- 2019 –  Israel Cycling Academy (vanaf 1 juni)
- 2020 –  Israel Start-Up Nation
- 2021 –  Israel Start-Up Nation
- 2022 –  Israel-Premier Tech
- 2023 –  Israel-Premier Tech
- 2024 –  Israel-Premier Tech
- 2025 –  Israel-Premier Tech

Boivin · Craven · Dempster · Díaz · Goldstein · Lemus · Lowndes · Neilands · Perry · Räim · Sagiv · Schreurs · Turek · Williams · van Winden · Yechezkel · Einhorn (stagiair) · Niv (stagiair) · Sessler (stagiair)
Ávila · Boivin · Dempster · Díaz · Earle · Enger · Gebremedhin · O. Goldstein · R. Goldstein · Hermans · Jensen · Lemus · Neilands · Niv · Perry · Plaza · Räim · Sagiv · Sbaragli · Schreurs · Turek · Williams · van Winden · Yechezkel
Ávila · Badilatti · Barbier · Boivin · Brändle · Crisey · Cataford · Cimolai · Dempster · Dunne · Earle · Einhorn (vanaf 1-6) · Enger · Gebremedhin · O. Goldstein · R. Goldstein · Hermans · Jensen · Minali · Neilands · Niv · Perry · Plaza · Räim · Sagiv · Sbaragli · Schreurs · Turek · van Asbroeck · van Winden · Ben Mosche (stagiair) · Ovett (stagiair) · Renard (stagiair)
Badilatti · Barbier · Biermans · Boivin · Brändle · Cataford · Cimolai · Dowsett · Einhorn · Goldstein · Greipel · Hermans · Hofstetter · Hollenstein · Martin · McCabe · Navarro · Neilands · Niv · Piccoli · Politt · Räim · Renard · Sagiv · Schelling · Sutherland · Vahtra · Van Asbroeck · Würtz Schmidt · Zabel
Barbier · Berwick · Bevin · Biermans · Boivin · Brändle · Cataford · Cimolai · De Marchi · Dowsett · Einhorn · Froome · Goldstein · Greipel · Hagen · Hermans · Hofstetter · Hollenstein · Impey · Jones vanaf 1 juli · Martin · Neilands · Niv · Piccoli · Renard · Sagiv · Vahtra · Van Asbroeck · Vanmarcke · Woods · Würtz Schmidt · Zabel
Barbier · Berwick · Bevin · Biermans · Boivin · Brändle · Cataford · Clarke · De Marchi · Dowsett · Einhorn · Froome · Fuglsang · Goldstein · Hagen · Hermans · Hollenstein · Houle · Impey · Jones · Neilands · Niv · Nizzolo · Piccoli · Sagiv (tot 3/8) · Strong · Teuns (vanaf 5/8) · Van Asbroeck · Vanmarcke · Woods · Würtz Schmidt · Zabel · Riccitello (stagiair)
Berwick · Boivin · Clarke · Einhorn · Frigo · Froome · Fuglsang · Gee · Goldstein · Hermans · Hollenstein · Hollyman · Houle · Impey · Jones · Neilands · Nizzolo · Pozzovivo (vanaf 6/3) · Reynders · Riccitello · Sagiv · Schultz · Strong · Teuns · Van Asbroeck · Vanmarcke (tot 7/7) · Williams · Woods · Würtz Schmidt · Zabel · Gilmore (stagiair) · Sheehan (stagiair)
Ackermann · Bennett · Blackmore (vanaf 3/5) · Boivin · Clarke · Einhorn · Frigo · Froome · Fuglsang · Gee · Hofstetter · Hollyman · Houle · Kogut · Neilands · Pickrell · Raisberg · Riccitello · Sagiv · Schultz · Schwarzmann · Sheehan · Stewart · Strong · Teuns · Van Asbroeck · Vernon · Williams · Woods · Würtz Schmidt · Zabel (tot 2/5) · Brown (stagiair)